# Jorge Canestri
Jorge Alberto Canestri, plus connu sous le nom de Jorge Canestri, né le 19 août 1942 et mort le 7 mai 2021 à Rome,, est un psychiatre et psychanalyste argentin qui vit et travaille en Italie.

## Biographie
Il est spécialisé en linguistique et épistémologie. Il est l'un des psychanalystes les plus importants et renommés en Italie, a reçu de nombreux prix internationaux et a occupé des postes prestigieux comme directeur de l'Association psychanalytique italienne,, président du comité d’éthique de l'Association psychanalytique internationale (API), président de la Fédération européenne de psychanalyse, président du 42e Congrès de l'API à Nice en 2001, membre du comité de recherche conceptuel et empirique de l'IPA, professeur de psychologie de la santé mentale à l'Université de Rome III.
Ses intérêts l'ont amené à explorer les domaines de la neuroscience, de la linguistique et de l'épistémologie dans le but de créer des ponts conceptuels avec d'autres disciplines sans perdre les pierres angulaires de la spécificité psychanalytique. Jorge Canestri, poursuivant les recherches tracées il y a trente ans par Sandler sur la comparaison entre les théories privées et les théories publiques des psychanalystes propose un modèle explicatif de la comparaison entre ce qui est théoriquement explicite et implicite dans la formation des pensées du thérapeute à propos de son patient.
Il est membre du Conseil européen de la Revue internationale de psychanalyse, éditeur associé pour l'Europe de la revue The International Journal of Psychoanalysis et membre de divers comités de l'Association psychanalytique internationale.

## Publications

### Ouvrages
- avec Jacqueline Amati-Mehler et Simona Argentieri : La Babel de l'inconscient : langue maternelle, langues étrangères et psychanalyse, Paris, PUF, collection “Le fil rouge”, 1994, 320 p.  (ISBN 2-13-046216-2)[17].

### Articles
Jorge Canestri a publié de nombreux articles, notamment dans la Revue française de psychanalyse et dans Topique.
- Friedrich Höderlin, dissonance et réconciliation dans Topique 2009/4 (no 109)[19].
- Le concept de processus analytique et le travail de transformation dans Revue française de psychanalyse  2004/5 (Vol. 68)[20].

## Distinctions
- 2004 : Sigourney Award[9].